# Ruuhijärvi (sjö i Mellersta Finland)
Ruuhijärvi är en sjö i Finland. Den ligger i kommunen Toivakka i landskapet Mellersta Finland, i den södra delen av landet, 230 km norr om huvudstaden Helsingfors. Ruuhijärvi ligger 100,9 meter över havet. I omgivningarna runt Ruuhijärvi växer i huvudsak blandskog. Den är 6 meter djup. Arean är 66,3 hektar och strandlinjen är 6,65 kilometer lång. Sjön  ingår i Kymmene älvs huvudavrinningsområde. 